# Eric Johnson (homme politique)
Pour les articles homonymes, voir Eric Johnson.
Eric Lynn Johnson né le 10 octobre 1975 à Dallas au Texas, est un homme politique et avocat américain. Depuis juin 2019, il est le 60e maire de Dallas. Précédemment membre du Parti démocrate de la Chambre des représentants du Texas où il représentait le District 100 de la ville de Dallas et de Mesquite, il a rejoint le Parti républicain en septembre 2023.
Le 14 novembre 2023, il se rend à Dijon, ville jumelée avec Dallas et rencontre François Rebsamen dans un cadre porté sur l'économie, ainsi que l'équipe du restaurant Foodies qui s'est illustrée à la 7e place à la coupe du monde de burger qui se tenait à Dallas.